# 200 meter medley för herrar i simning vid olympiska sommarspelen 2004
Sammanställda resultaten för 200 meter medley, herrar vid de Olympiska sommarspelen 2004.

## Rekord
| Världsrekord                        | Michael Phelps (USA)            | College Park, USA  | 1.55,94 | 9 augusti 2003    |
| Tidigare Olympiskt rekord           | Massimiliano Rosolino (Italien) | Sydney, Australien | 1.58,98 | 21 september 2000 |
| Nytt Olympiskt rekord (Semifinal 1) | Michael Phelps (USA)            | Aten, Grekland     | 1.58,52 | 18 augusti 2004   |
| Nytt Olympiskt rekord (Final)       | Michael Phelps (USA)            | Aten, Grekland     | 1.57,14 | 19 augusti 2004   |

## Medaljörer
| Guld:               | Silver:          | Brons:                             |
| Michael Phelps, USA | Ryan Lochte, USA | George Bovell, Trinidad och Tobago |

## Resultat
Från de 7 kvalheaten gick de 16 snabbaste vidare till semifinalfinal.

Från de två semifinalerna gick de 8 snabbaste till final.
Alla tider visas i minuter och sekunder.

Q kvalificerad till nästa omgång

DNS startade inte.

DSQ markerar diskvalificerad eller utesluten.

### Kval

#### Heat 1
1. Jorge Oliver, Puerto Rico 2.08,84
2. Georgios Dimitriadis, Cypern 2.12,27
3. Jevgenij Rizjkov, Kazakstan DSQ

#### Heat 2
1. Raouf Benabid, Algeriet 2.06,34
2. Hocine Haciane, Andorra 2.06,48
3. Aleksandar Miladinovski, Makedonien 2.07,39
4. Andrew Mackay, Caymanöarna 2.07,65
5. Oleg Puchnatij, Uzbekistan 2.08,24
6. Nien-Pin Wu, Taiwan 2.08,72
7. Oguz Orel Oral, Turkiet 2.08,84

#### Heat 3
1. Jacob Carstensen, Danmark 2.04,80
2. Bang-Hyun Kim, Sydkorea 2.05,06
3. Miguel Molina, Filippinerna 2.05,28
4. Kresimir Cac, Kroatien 2.05,33
5. Andrei Zaharov, Moldavien 2.07,40
6. Albert Sutanto, Indonesien 2.07,55
7. Gary Tan, Singapore 2.08,44
8. Malick Fall, Senegal 2.12,13

#### Heat 4
1. Ioannis Kokkodis, Grekland 2.02,11 Q
2. Mihail Alexandrov, Bulgarien 2.02,39
3. Sergij Sergejev, Ukraina 2.03,26
4. Bradley Ally, Barbados 2.03,29
5. Guntars Deicmans, Lettland 2.03,68
6. Jeremy Daniel Knowles, Bahamas 2.04,22
7. Darian Townsend, Sydafrika 2.07,04
8. Peter Mankoc, Slovenien DNS

#### Heat 5
1. George Bovell, Trinidad och Tobago 2.00,65 Q
2. Oussama Mellouli, Tunisien 2.01,94 Q Afrikanskt rekord
3. Jani Sievinen, Finland 2.02,79
4. Christian Keller, Tyskland 2.02,93
5. Peng Wu, Kina 2.03,60
6. Diogo Yabe, Brasilien 2.03,86
7. Justin Norris, Australien 2.03,87
8. Brian Johns, Kanada 2.03,95

#### Heat 6
1. László Cseh, Ungern 1.59,50 Q
2. Alessio Boggiatto, Italien 2.01,30 Q
3. Dean Kent, Nya Zeeland 2.01,31 Q
4. Vytautas Janusaitis, Litauen 2.01,32 Q
5. Ryan Lochte, USA 2.01,41 Q
6. Massimiliano Rosolino, Italien 2.01,56 Q
7. Adrian Turner, Storbritannien 2.01,73 Q
8. Tao Zhao, Kina 2.02,41

#### Heat 7
1. Michael Phelps, United States 2.00,01 Q
2. Jiro Miki, Japan 2.00,93 Q
3. Thiago Pereira, Brasilien 2.01,12 Q
4. Takahiro Mori, Japan 2.01,33 Q
5. Robin Francis, Storbritannien 2.01,57 Q
6. Tamas Kerekjarto, Ungern 2.01,75 Q
7. Adam Lucas, Australien 2.02,12
8. Alexei Zatsepine, Ryssland 2.04,11

### Semifinaler

#### Heat 1
1. Michael Phelps, USA 1.58,52 Q Olympiskt rekord
2. Ryan Lochte, United States 1.59,58 Q
3. Vytautas Janusaitis, Litauen 2.00,57 Q
4. Jiro Miki, Japan 2.01,09 Q
5. Alessio Boggiatto, Italien 2.01,27
6. Ioannis Kokkodis, Grekland 2.01,57
7. Tamas Kerekjarto, Ungern 2.01,89
8. Robin Francis, Storbritannien 2.03,85

#### Heat 2
1. László Cseh, Ungern 1.59,65 Q
2. Thiago Pereira, Brasilien 2.00,07 Q
3. George Bovell, Trinidad och Tobago 2.00,31 Q
4. Takahiro Mori, Japan 2.00,57 Q
5. Oussama Mellouli, Tunisien 2.01,11 Afrikanskt rekord
6. Massimiliano Rosolino, Italien 2.01,29
7. Dean Kent, Nya Zeeland 2.01,94
8. Adrian Turner, Storbritannien 2.02,06

### Final
1. Michael Phelps, USA 1.57,14 Olympiskt rekord
2. Ryan Lochte, USA 1.58,78
3. George Bovell, Trinidad och Tobago 1.58,80
4. László Cseh, Ungern 1.58,84
5. Thiago Pereira, Brasilien 2.00,11
6. Takahiro Mori, Japan 2.00,60
7. Vytautas Janusaitis, Litauen 2.01,28
8. Jiro Miki, Japan 2.02,16

## Tidigare vinnare

### OS
- 1896  - 1964: Ingen tävling
- 1968 i Mexico City: Charles Hickcox, USA – 2.12,0
- 1972 i München: Gunnar Larsson, Sverige – 2.07,17
- 1976 i Montréal: Ingen tävling
- 1980 i Moskva: Ingen tävling
- 1984 i Los Angeles: Alex Baumann, Kanada – 2.01,42
- 1988 i Seoul: Tamás Darnyi, Ungern – 2.00,17
- 1992 i Barcelona: Tamás Darnyi, Ungern – 2.00,76
- 1996 i Atlanta: Attila Czene, Ungern – 1.59,91
- 2000 i Sydney: Massimiliano Rosolino, Italien – 1.58,98

### VM
- 1973 i Belgrad: Gunnar Larsson, Sverige – 2.08,36
- 1975 i Cali, Colombia: András Hargitay, Ungern – 2.07,72
- 1978 i Berlin: Graham, Smith, Kanada – 2.03,65
- 1982 i Guayaquil, Ecuador: Aleksandr Sidorenko, Sovjetunionen – 2.03,30
- 1986 i Madrid: Tamás Darnyi, Ungern – 2.01,57
- 1991 i Perth: Tamás Darnyi, Ungern – 1.59,36
- 1994 i Rom: Jani Sievinen, Finland – 1.58,16
- 1998 i Perth: Marcel Wouda, Nederländerna – 2.01,18
- 2001 i Fukuoka, Japan: Massimiliano Rosolino, Italien – 1.59,71
- 2003 i Barcelona: Michael Phelps, USA – 1.56,04